# Municipio de Playa del Carmen
El municipio de Playa del Carmen (antes llamado Solidaridad), es uno de los 11 municipios que integran el estado mexicano de Quintana Roo y uno de los más jóvenes en el país al haberse formado el 28 de julio de 1993 por decreto del Congreso del Estado durante el gobierno de Mario Villanueva Madrid. Su cabecera es la ciudad homóloga de Playa del Carmen.

## Historia
El 14 de septiembre de 1988 el ojo del Huracán Gilberto dejó un devastador daño en el poblado de Playa del Carmen, mismo que había pasado de ser un pequeño pueblo de pescadores, a ser un poblado de más de 12,000 habitantes para ese año debido a la actividad turística proveniente del éxito de la ciudad de Cancún. La contingencia y el desabasto de productos y servicios llevaron a los habitantes de Playa del Carmen a organizarse y atender sus necesidades.  Ante esto el Ing. Marciano “Chano” Toledo Sánchez, Diego Güemes , Lic. Miguel Santin Velázquez, Jacinto Aguilar entre otros pobladores, iniciaron las gestiones para cambiar el estatus que tenía la ciudad de Playa del Carmen como una alcaldía perteneciente al municipio de Cozumel y crear el octavo municipio del estado de Quintana Roo. Tras años de lucha,  cabildeo y tras la iniciativa del Gobernador Mario Villanueva Madrid y del Presidente de la Gran Comisión el diputado Fausto Leonel Villanueva Marrufo, la VII Legislatura del Congreso del Estado de Quintana Roo dieron lectura el 27 de julio al decreto de la creación del octavo municipio de Solidaridad,  nombrado así por el Programa Nacional Solidaridad (Pronasol) del Presidente Carlos Salinas de Gortari entrando en vigencia el 28 de julio de 1993.

### Cambio de nombre de Solidaridad a Playa del Carmen
El 13 de marzo del 2025, el Pleno del congreso local aprobó un proyecto de iniciativa de reforma de Ley para cambiar la denominación del municipio de «Solidaridad» a «Playa del Carmen», consolidándose mediante publicación del Decreto 108 por el que se modifica a Ley de los Municipios del Estado de Quintana Roo, entrando en vigor dicho cambio de nombre el 20 de marzo de 2025. 

## Geografía
Anteriormente su territorio era la zona continental del municipio de Cozumel, el cual quedó delimitado a la actual isla de Cozumel y a algunos pequeños pero ricos polígonos continentales donde actualmente se encuentra un parque ecoturístico (Xel-Ha) y un área dedicada a la extracción de material pétreo (roca caliza, que procesa la empresa Calica). Geográficamente se ubica entre los 20°45′ y los 19°46′ de latitud norte y los 86°57′ y los 88°5′ de longitud hacia el oeste, con una superficie de 2,205 km² de extensión. Limita con los municipios de Puerto Morelos, Lázaro Cárdenas y Tulum del mismo Estado de Quintana Roo y con los de Chemax y Valladolid de Yucatán.

### Orografía e hidrografía
Como la mayor parte de la Península de Yucatán todo el territorio de Playa Del Carmen es enteramente plano, con un suave declive hacia el mar, por lo tanto de oeste a este, el territorio nunca llega a una altitud mayor de 25 metros sobre el nivel del mar.
Como el resto de la península la superficie está formada por roca calcárea que no permite que se formen corrientes de agua superficiales, sino que las aguas se trasminan al subsuelo donde forman ríos subterráneos que afloran a la superficie en los cenotes, que junto con varias lagunas son los principales cuerpos de agua del municipio, que son Laguna La Unión, Laguna Chumpoko, Laguna Campechen, Laguna Boca Paila, Laguna San Miguel, Laguna Catoche, Laguna Cobá, Laguna Verde y Laguna Nochacam.

## Demografía
El municipio tiene una población de 209 634 habitantes según los resultados del Censo de Población y Vivienda de 2015 realizado por el Instituto Nacional de Estadística y Geografía, de ese total, 83 468 son hombres y 75 842 son mujeres.
Actualmente la mayor parte de su población es inmigrante, principalmente de estados del sureste de México, pero también se calcula, según datos del Instituto Nacional de Migración de México, que el 12 por ciento de la población es de origen extranjero.

### Localidades
La población de las principales localidades es la siguiente:
| Localidad        | Población |
| Total Municipio  | 333 800   |
| Playa del Carmen | 304 942   |
| Puerto Aventuras | 22 878    |
| Nuevo Noh-Bec    | 1,774     |

## Escudo
Con motivo de su creación en 1993 el gobernador Mario Villanueva Madrid encargó a la artista plástica Glenda Heccher la elaboración de una escultura que expresara el contexto y circunstancias del municipio que se estaba gestando en esos años.

### Descripción
De forma circular el contorno del escudo es una cenefa donde se alternan glifos mayas del número ocho, en alusión a ser el octavo municipio del estado, se representa la cabeza y cuerpo de serpiente que terminan cada una en un rostro maya emergiendo de las fauces, una de ellas en actitud de comunicación; también se representan dos manos en saludo y los símbolos de la luna y el sol, así como el dios descendente de Tulúm, elementos piramidales que recuerdan los asentamientos de la cultura maya en esta región; un Chac Mool que se eleva al símbolo de la comunicación y también las olas que reflejan la condición de litoral.

## Política
El municipio de Solidaridad fue creado por decreto del Congreso de Quintana Roo el 28 de julio de 1993, con casi todo el territorio continental entonces perteneciente al Municipio de Cozumel, a excepción de dos pequeños enclaves, el parque ecoturístico Xel-Há y el territorio que ocupa la industria Calica, que permanecen como parte integrante de Cozumel, todo el resto del territorio constituyó el nuevo municipio.
El 21 de febrero de 2008 el Congreso de Quintana Roo aprobó el anteproyecto mediante el cual parte del territorio de Solidaridad constituirá un nuevo municipio, el noveno del estado, y cuya cabecera municipal estaría situada en la ciudad de Tulum, que era una alcaldía de Solidaridad, el nuevo municipio tiene una extensión territorial de 2,040 km², incluyendo además de Tulum, otras comunidades como Akumal.

### Representación Legislativa
Para la elección de Diputados locales al Congreso de Quintana Roo, y de diputados federales a la Cámara de Diputados del Congreso de la Unión, el municipio se encuentra integrado a los siguientes distritos electorales:
Local:
- Distrito electoral local de 9 de Quintana Roo con cabecera en Tulum.
- Distrito electoral local de 10 de Quintana Roo con cabecera en Playa del Carmen.

Federal:
- Distrito electoral federal 1 de Quintana Roo con cabecera en Playa del Carmen.[20]

### Presidentes Municipales
| Presidente municipal | Presidente municipal            | Periodo     | Partido | Elección |
| -------------------- | ------------------------------- | ----------- | ------- | -------- |
|                      | Marciano Toledo Sánchez         | 1993        |         | —        |
|                      | Ramón Severo Novelo Cárdenas    | 1993 – 1996 |         | 1993     |
|                      | Rafael Ernesto Medina Rivero    | 1996 – 1999 |         | 1996     |
|                      | Miguel Ramón Martín Azueta      | 1999 – 2002 |         | 1999     |
|                      | Gabriel Mendicuti Loría         | 2002 – 2005 |         | 2002     |
|                      | Carlos Joaquín González         | 2005 – 2008 |         | 2005     |
|                      | Eduardo Román Quian Alcocer     | 2008 – 2011 |         | 2008     |
|                      | Filiberto Martínez Méndez       | 2011 – 2013 |         | 2010     |
|                      | Rafael Kantún Ávila             | 2013        |         | Interino |
|                      | Mauricio Góngora Escalante      | 2013 – 2016 |         | 2013     |
|                      | Rafael Castro Castro            | 2016        |         | Interino |
|                      | Cristina Torres Gómez           | 2016 – 2018 |         | 2016     |
|                      | Laura Beristain Navarrete       | 2018 – 2021 |         | 2018     |
|                      | Roxana Lili Campos Miranda      | 2021 – 2024 |         | 2021     |
|                      | Angy Estefanía Mercado Ascencio | 2024 - 2027 |         | 2024     |